# Morzsinai Erzsébet
Morzsinai Erzsébet Hunyadi János édesanyja.

## Története
Morzsinai Erzsébetről mondák, történetek sokasága maradt fenn a magyar és a környező népek hagyományaiban. E szóhagyományokra támaszkodott az első fennmaradt írásos emlék Heltai Gáspár 1575-ből származó Magyar Krónikája is, melyben Zsigmond magyar király természetes fiaként említi Hunyadi Jánost, kinek születési ideje bizonytalan, 1387 körülre tehető, édesanyja Morzsinai Erzsébet volt, akinek férjét, Vajkot a fennmaradt adatok csak nevelő apjaként írták le, Morzsinai Erzsébetet csak a látszat kedvéért házasították össze Vajkkal. Vajkot e tettéért és hallgatásáért Zsigmond király Hunyad birtokával jutalmazta. 
Hunyadi János törvénytelen származása hivatalosan az 1490. június 7-i országgyűlésen is szóba került, unokája, az ugyancsak nem törvényes házasságból született Corvin János herceg trónutódlási igényének előterjesztése kapcsán, mely szerint ez nem képzett akadályt nagyapjának, Hunyadi Jánosnak kormányzóvá való megválasztásakor.   
Heltai Gáspár krónikája szerint a király egy gyűrűt ajándékozott a lánynak, ezzel bizonyítandóan leendő gyermeke származását. A gyűrűt azonban egy holló ellopta, de a lány bátyja a hollót lelőtte, így sikerült visszaszereznie a gyűrűt, mely az előkelő származás bizonyítéka volt, ezzel tudta bizonyítani leendő gyermeke származását.